# The Morning After (Album)
The Morning After (englisch für ‚Der Morgen danach‘) ist das dritte Studioalbum der deutschen Thrash-Metal-Band Tankard aus dem Jahr 1988. Das Musikmagazin Rock Hard zählte das Album im Juni 2009 zu den 250 Thrash-Metal-Alben, die man kennen sollte.

## Aufnahme und Veröffentlichung
Das Album The Morning After ist das dritte offizielle Studioalbum der Band. Wie die Vorgänger wurde auch dieses Album im Musiclab Studio in Berlin aufgenommen, die Aufnahmen stammen aus dem Zeitraum August bis September 1988. Produziert und abgemischt wurde es erneut von Harris Johns, der auch für zahlreiche nationale und internationale Metalbands arbeitete. Die Erstveröffentlichung erfolgte im September 1988.
Die Covergestaltung stammte von Sebastian Krüger. Es zeigt in comichafter Darstellung einen Jugendlichen in einem T-Shirt der Frankfurter Fun-Metal-Band A.O.K. auf dem Boden eines Zimmers neben dem Bett liegend, umgeben von Bierdosen und -flaschen, Wein- und Whisky-Flaschen, Schallplatten, darunter das Vorgängeralbum Chemical Invasion, Wäsche sowie einem Teddybären mit einem Taschenmesser im Bauch. Im Booklet befinden sich Fotografien von Martin Becker.

## Titelliste
Das Album besteht aus 10 Titeln sowie einem Intro und einem Outro mit einer Gesamtlänge von 39:39 Minuten. Die einzelnen Titel sind:
1. Intro – 00:28
2. Commandments – 02:52
3. Shit-Faced – 04:03
4. TV Hero – 06:01
5. F.U.N. – 03:12
6. Try Again (Coverversion eines Songs von The Spermbirds) – 03:42
7. The Morning After – 04:26
8. Desperation – 04:36
9. Feed the Lohocla – 03:59
10. Help Yourself – 05:03
11. Mon Cheri – 00:48
12. Outro – 00:29

## Kritiken und Rezeption
Das Album The Morning After wurde bereits nach der Veröffentlichung ebenso wie die beiden Vorgänger gelobt. Bei der Wertung der Zeitschrift Rock Hard (Heft #29, 1988) bekam es von Frank Trojan 8,5 von 10 möglichen Punkten. Er schrieb in seinem Review bereits zu Chemical Invasion: „«Chemical Invasion» war ja wohl eine der großen Überraschungen des letzten Jahres aus deutschen Landen, und für unsere fünf Kampftrinker bedeutete das den Durchbruch in der deutschen Thrash-Szene“ ging auf der Basis von einer großen Erwartungshaltung der Fans aus, die seiner Meinung nach nicht enttäuscht wurde: „«The Morning After» wird mit Sicherheit auch keinen Thrasher enttäuschen. Die Jungs haben noch Holz zugelegt, alles ist 'ne Ecke härter und brutaler als auf dem Vorgänger.“ Zugleich stellt er aber heraus, „daß manchmal die Ideen ein wenig fehlen“ und „«The Morning After» ist […] nicht die Offenbarung, die vielleicht einige erwartet haben, sondern ein solides und potentes Nachfolgealbum“ ist.
Auch Oliver Klemm vom Metal Hammer zeigte sich überzeugt und vergab wie beim Vorgänger 6 von 7 möglichen Punkten für das Album. Er bescheinigte der Band „Tankard sind heavier als je zuvor!“ und bezieht dies in seinem Review sowohl auf das Gewicht der Musiker wie auch auf die Lieder des Albums. Sein Fazit lautete: „Wer die spieltechnische Steigerung bemerkt hat und sich an meine letzte Tankard-Kritik erinnern kann, läuft nicht nur gleich zum Plattenladen, sondern sagt auch: Besser, als Thrash sein muß!“
Gemeinsam mit den Songs der EP Alien aus dem Jahr 1989 wurde The Morning After 2005 neu aufgelegt. Eine weitere Neuauflage erfolgte 2011, 25 Jahre nach der Erstveröffentlichung des Debüt-Albums, gemeinsam mit allen Studioalben, die bis 1995 aufgenommen wurden.

## Belege
1. ↑  
Götz Kühnemund: 250 Thrash-Alben, die man kennen sollte. In: Rock Hard. Nr. 265, Juni 2009, S. 75.
2. 1 2 3  
Frank Trojan: Albenreview zu The Morning After. In: Rock Hard. 29, 1988.
3. 1 2  
Oliver Klemm: Review zu Tankard – The Morning After. In: Metal Hammer. 11/1988.